# Gaeta (stad)
Gaeta ([ɡaˈeːta]; in het Nederlands ook wel Gaëta gespeld) is een stad in de Italiaanse provincie Latina, in de regio Lazio. De stad ligt aan de Middellandse Zee, ongeveer halverwege de steden Napels en Rome. Het historische centrum van de stad is gesitueerd op het uiteinde van het kleine schiereiland van de Monte Orlando.
Gaeta is de Europese thuishaven van de Amerikaanse Zesde Vloot, met als werkgebied de Middellandse Zee en de Zwarte Zee.
Op de top van de Monte Orlando staat het meest bijzondere monument van Gaeta: het Mausoleum van Lucius Munatius Plancus dat dateert uit het jaar 22 voor Christus. Dit cilindrische bouwwerk is ongeveer tien meter hoog en heeft een omtrek van 92 meter. Vanaf deze plaats, die via een panoramische weg te bereiken is, heeft men een uitzicht over het middeleeuwse deel van Gaeta en de Golf van Gaeta.
Een ander belangrijk monument van de stad is het 12de-eeuwse Castello dat een oppervlakte heeft van zo'n 14.000 m². De sierlijke kathedraal van Gaeta dateert uit de tiende eeuw en is opgedragen aan de Heilige Erasmus. In de 57 meter hoge klokkentoren zijn Arabische invloeden zichtbaar.
Het toerisme is de belangrijkste bron van inkomsten voor Gaeta. De stad wordt omgeven door brede zandstranden en is in het bezit van een kleine jachthaven.

## Demografie
| Jaar | Inwoneraantal |
| ---- | ------------- |
| 1991 | 22.334        |
| 2001 | 21.179        |

## Militaire basis
Gaeta is de thuisbasis van de Zesde Vloot van de US Navy.

## Geboren
- Paus Gelasius II (1058-1119), geboren als Giovanni de Gaeta

## Bekende personen overleden
- Marcus Tullius Cicero (106 v. Chr.-43 v. Chr.), redenaar, politicus, advocaat en filosoof

## Foto's

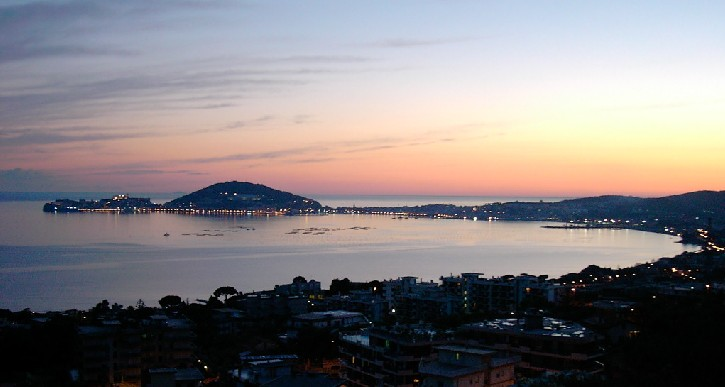
Golf van Gaeta

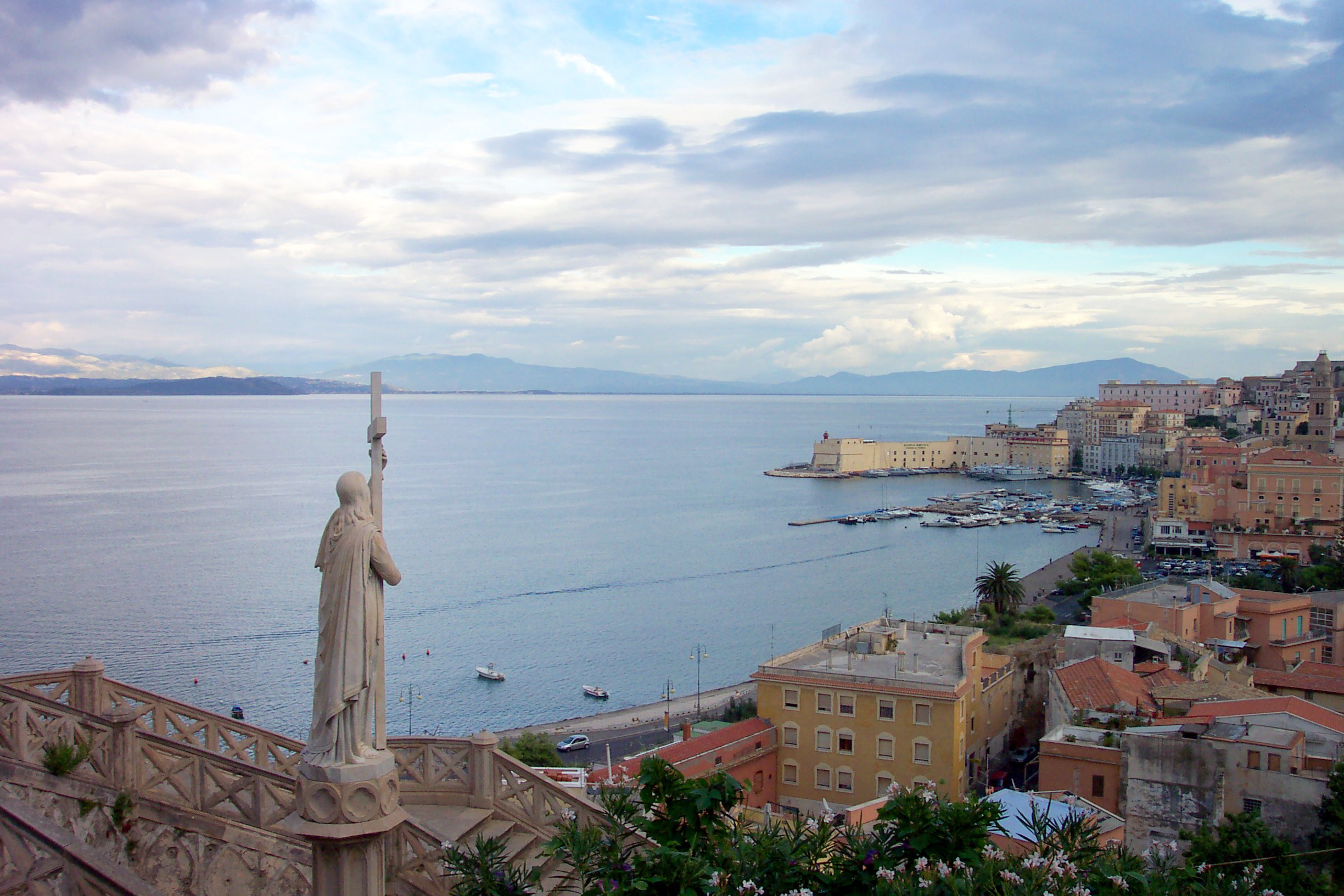
Zicht vanaf de kerk San Francesco